# Leptosomella phaustra
Leptosomella phaustra is een rondwormensoort uit de familie van de Leptosomatidae.